# Svartalfheim
Dans la mythologie nordique, Svartalfheim est le domaine des Elfes noirs (svartálfar), également appelés Elfes sombres (dökkálfar), par opposition aux Elfes clairs résidant à Lightalfaheim. Il est parfois confondu avec Nidavellir, domaine des Nains. Comme Midgard, Jötunheim et Nidavellir, Svartalfheim se trouve à mi-hauteur de l'arbre cosmique Yggdrasil.
La distinction entre Elfes lumineux et Elfes sombres ne se rencontre que chez Snorri. On  a pensé avec Jacob Grimm qu'elle transposait le dualisme chrétien anges / démons, mais il s'agit d'une donnée cosmologique qui a son pendant en Grèce (les deux "Aethiopies" de l'Iliade) et en Inde (les Rbhavas).
Il est donc possible qu'elle renvoie à deux aspects du culte des Elfes : culte de la fécondité pour les Elfes lumineux, culte des morts pour les Elfes sombres.

## Dans la culture populaire
• Dans le film Thor : Le Monde des ténèbres de l'univers cinématographique Marvel, Svartalfheim est au centre de l'intrigue en tant que demeure de l'antagoniste Malekith.